# 西來大學

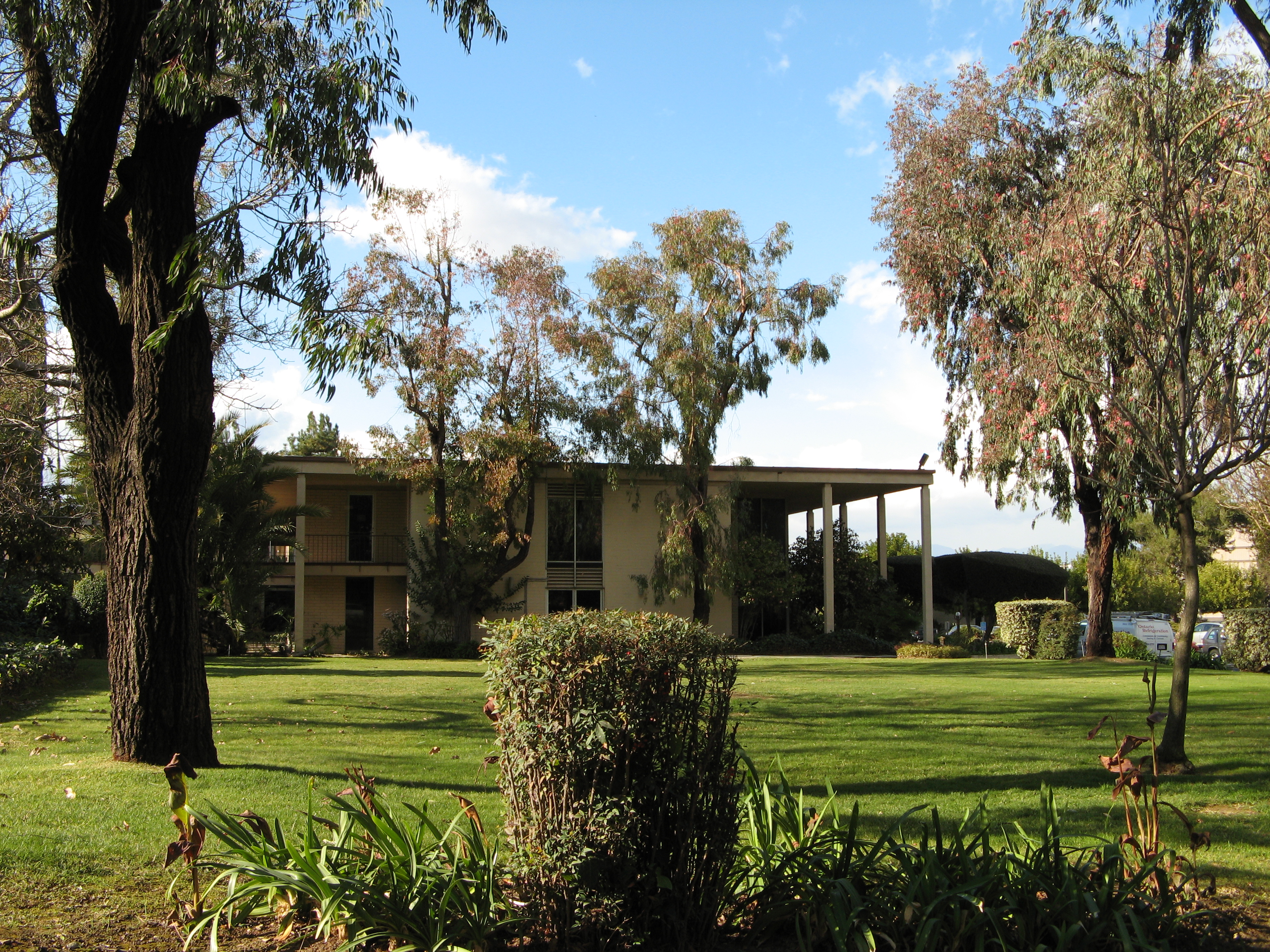
校園一景

西來大學（University of the West，UWest）是位於美國加利福尼亞州柔似蜜的一所私立大學，1990年 由佛光山成立,屬於佛光山教團系統大學之一。
該大學隸屬於美國西部學院和大學協會，雖然是佛教人物創立的大學，但實際上並不僅僅招收佛教徒。 2022年《美國新聞與世界報道》 将西来大学列为美国最佳文理学院排名第168-222名。

## 外部連結
- Official website （页面存档备份，存于）

34°02′44″N 118°05′00″W / 34.045618°N 118.083241°W